# 李仲公
李仲公（1890年3月14日—1978年5月20日），原名其荃，字仲芸，贵州贵筑人，中华民国及中华人民共和国政治人物、诗人、书法家。

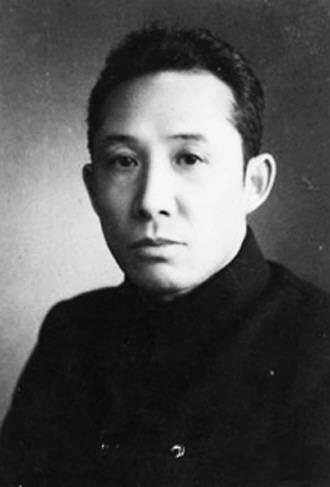

## 生平

### 早年生涯
光绪十六年农历二月二十四日(1890年3月14日)生于贵阳城北贵筑县西下里下堰寨（今贵阳市白云区麦架镇下堰村）。李仲公的先祖自江西省吉水县入贵州，落户贵筑下堰，八代佃耕。李仲公的曾祖父经商，家庭小康，在村内购了数十亩冷水田，方才有能力供子入私塾。“李其荃”是其父按家谱字派所取之名。“李仲公”则是他学生时期因追慕东汉大儒仲长统（字公理）而自取的笔名，常以“黔南仲公”、“仲公”署名撰文并发表，直到1924年加入中国国民党才以“仲公”字行。
幼时随父亲读书。15岁以第一名的成绩入贵筑县学，受家乡的维新派人士李端棻讲学的影响，借阅《新民丛报》、《瀛寰志略》等书报。他和同在贵阳学习的学生王文华、乐嘉藻等人成立“科学社”。在学堂内，以《请禁淫戏以正人心厚风俗》上书贵州巡抚林绍年，获得后者赏识。16岁即被选拔入贵州省立蚕桑学堂，以《蚕桑富黔策》进呈林绍年，贵州巡抚衙门饬令贵州省各府县遵行。李仲公回忆道：
在蚕桑学堂学习中，时当清末，因见官吏持势横行，压迫民众，遂结合各学堂富有革命性的青年学生起而反抗。一次，巡抚衙门小巡捕徐守祜在江南会馆演剧祝母寿，派差弁守门，老百姓入内看戏，大受鞭笞，其横凌，当集合各校同志百余人破门突入，痛打差弁，捣毁寿堂，被首县捕囚，名为革命党，将拟重处。因上书林抚控徐氏罪恶，以素受知爱，立饬开释，并将徐氏参革。是为我初入社会与恶势力斗争的第一次胜利。又受唐相狄人杰毁天下寺的鼓励，打寺庙偶像破除社会迷信，一时目为狂生。
1907年，经贵州提学使柯绍忞选派，以官费保送京师法政专门学堂学习。在法政学堂，正逢“两宫”之死，学堂监督乔树楠率学堂全体师生举哀，其不哭而号，被学堂发觉，学堂起初准备将其斥革，后来乔树楠害怕受到议处，故改记大过。

### 进步党

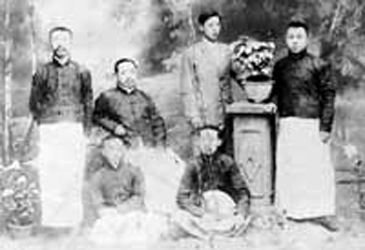
李仲公（右前一）与李大钊（左后一）等合影

1911年，“由于历年研究欧美政治政法，羡慕日本明治维新，因而认为惟有实行民主宪政是中国的唯一的出路”，乃和同学王郁骏组织北京法政学会，该学会同北洋法政学堂学生李大钊组织的北洋法政学会共同创办了《北京法政学报》，任总编辑，由此同李大钊结为同志。经过李大钊引见结识了孙洪伊、汤化龙，参加进步党的活动，成为进步党中以孙洪伊为首的“小孙派”的干将，并任《国风日报》、《中华杂志》编辑。1913年底，受进步党资助（自进步党的党费中每人每年补助300元），与李大钊一起赴日本留学早稻田大学政治研究系，并同住早稻田中华基督教青年会馆，在日本还结识了陈独秀。
留学日本11个月后，应汤化龙、孙洪伊召还，辍学回国，出任北京政府教育部（教育总长汤化龙）的编审员。袁世凯称帝前夕，筹安会成立后，随汤化龙、孙洪伊避往上海，参与反袁护国运动。其间，孙洪伊讨袁的文电均由其代笔，还负责进步党联络国民党及策动黔军王文华部响应云南护国起义的任务。
1916年袁世凯逝世后，国会重开，汤化龙任国会众议院议长，任众议院首席秘书。1916年8月中旬，同李大钊、陈筑山等人创办《晨钟报》（后来更名《晨报》），任编辑。1917年，独自创办《丁巳》杂志，并自任总编辑。同年，汤化龙、孙洪伊分裂，孙洪伊退出了内阁，李大钊出任北京大学图书馆主任，随孙洪伊赴上海参加护法运动，和汤化龙断绝了政治关系。
1918年，黔军总司令王文华任重庆镇守使，奉孙中山的命令策动西南地区参加护法运动。应王文华的邀请，赴四川任黔军总司令部参赞兼贵州政治会议委员，同留日归国的王伯群、何应钦等贵州新派人士投身“革新贵州”运动，一时成为贵州政坛的核心智囊。王文华在上海遇刺身亡后，贵州“五旅纷争”，王伯群、何应钦等新派人士分别逃出贵阳，为黔军驻重庆代表，也从重庆逃出，在上海与王伯群、何应钦汇合，他们谋划的复黔活动终无果。1922年，赴日本继续早稻田大学的学业，王伯群、何应钦则投奔孙中山领导的中国国民党。

### 大革命
1924年，孙中山改组中国国民党，实行国共合作。同年2月，应中国国民党中央执行委员会委员、中共北方区负责人李大钊邀请，自日本回国，在上海经李大钊、汪精卫介绍加入中国国民党，此后以“李仲公”一名行世。
1924年11月，孙中山赴北京，李仲公、马君武、王伯群也随汪精卫北上，策动北方革命。孙中山病逝北京后，他们暂留北京。随后，任黄埔军校总教官的何应钦向李仲公发出“粤局暗淡”、准备“去北京另求出路”的书信。接到信后，李仲公随即回一长信劝阻何应钦称，“将当时世界大势和南北情况作了详细分析，并指出中国革命的高潮必将到来，黄埔党军必有发展，北洋政权必将崩溃。”自日本明治大学毕业归国，在上海创办《贵州青年》杂志的李仲公胞弟李侠公，当时已经自上海赴广州，任黄埔军校特别官佐，投身黄埔军校教导团的秘书工作。
1925年10月，广东获得统一后，李仲公应汪精卫、何应钦的邀请，赴广东任东江绥靖委员会公署秘书长。伴随着东征胜利，广东国民政府派马文车为潮海关监督，自外国人手中收回潮汕50里内常关，开展关税自主、取消洋“帮办”、收回英租界、收回教育权活动，遭外国驻汕头领事团及税务司干涉，英国、日本军舰云集汕头港“示威”。广东国民政府被迫撤销马文车职务。1926年2月6日，主持东江地区外交及行政事务的东征军政治部主任周恩来派李仲公兼代潮海关监督及汕头交涉员，同外国列强斗争。李仲公拒绝交出已收回的潮汕50里内常关各口，并且查处了日舰乾丸号水兵迫害车夫案，坚决收同英租界。广东国民政府于3月4日被迫明令撤销李仲公的潮海关监督一职。
1926年2月，在何应钦的操纵下，缪斌在汕头组织“孙文主义学会”，以同“青年军人联合会”鼎立。联合会骨干、《青年军人》编辑李侠公因已加入中国共产党组织而受到何应钦部反共人员的围攻。李仲公遂辞去东江绥靖委员会公署秘书长职务，离开汕头，到广州并结识了邓演达。
广东国民政府成立国民革命军，蒋介石任总司令。经何应钦举荐，李仲公任总司令部参议、总司令代表，奉派赴四川、贵州联络刘湘、赖心辉、周西成、彭汉章等将领响应北伐。途中得知宿敌袁祖铭回贵州，行至南宁的李仲公折返广州，随军参加北伐。
“整理党务案”后，李仲公接替叶楚伦任中国国民党中央执行委员会中央党部书记长，并任国民革命军总司令部秘书处处长，负责蒋介石的文案工作，先后草拟了《讨吴佩孚檄》、《国民革命军出师北伐宣言》、《收拾西南策略》，获蒋介石采用。蒋介石北伐初期的重要政论及文告等多出自李仲公之手，故时誉北伐“文胆”。
1926年8月，李仲公随总司令部来到长沙，国民革命军第4军在汀泗桥同吴佩孚决战，右翼受孙传芳威胁，左翼受袁祖铭压迫。蒋介石接受了李仲公联合川军、分化黔军的建议，秘密派李仲公赴重庆、赤水联络川军刘湘、黔军周西成，共同倒袁祖铭，拥护北伐，任命刘湘为国民革命军第21军军长（李仲公任该军党代表），周西成为第25军军长。刘湘、周西成接受任命之后，9月底李仲公离开重庆回南昌总司令部复命。

### 宁汉之争
1927年1月6日，在南昌总司令部行营召开国民革命军军务善后会议，李仲公出任军法政治工作审查委员会委员（总政治部主任邓演达兼任委员长），并任江西省临时政治会议委员。在宁汉之争中，李仲公卷入蒋介石同邓演达、鲍罗廷及国共之间秘密争斗的政治漩涡。当时，李仲公既不赞成蒋介石绝俄反共，又不赞成邓演达等左派人士倒蒋，力主维护北伐的统一局面。
1月9日，李仲公随蒋介石由江西赴汉口，驻武昌行营。途中，蒋介石叮嘱李仲公向邓演达征求邓演达转任参谋长、郭沫若任政治部主任并改组总司令部的意见。当晚，邓演达邀请武汉各界领导人在武昌行营设宴欢迎蒋介石，鲍罗廷席间致词批评蒋介石军事独裁并违反三大政策。席散之后，蒋介石随即密令军舰生火待命。李仲公遂通过军用电话告邓演达深夜来行营，共同劝说蒋介石顾全大局，留蒋介石出席各界人民欢迎大会。蒋介石1月12日出席大会后，负气登上庐山。李仲公因感冒未能同行，蒋介石嘱其病愈即同邓演达赴庐山牯岭，邓演达先赴南昌。在总司令部，蒋介石见李仲公后即称：“我刚斥责择生（邓演达），去代我安慰他一下。”李仲公到旅馆见邓演达，邓演达正在同何香龄、顾孟余叹息。邓演达即退入别室，和李仲公密谈称：“他（蒋）已决定逐鲍罗廷，我看革命完了，你再去劝阻他。”李仲公随后见蒋介石，力陈不可绝俄反共。后来，邓演达不辞而别，赴武汉反蒋。蒋介石遂召集“庐山会议”，决定实行绝俄反共。
1927年3月初，蒋介石知道李仲公的政治态度，所以反共事宜均交秘书处机要科长陈立夫专管，而让秘书处长李仲公率秘书处随中国国民党中央党部迁往武汉。李仲公回忆称： “蒋的用意是：一、因黄埔反共学生主要是贵州学生，攻击我很利害，说我是中共的外围分子，哪的把我调开。二、因我与国民党左派接近，尤其是邓演达，而邓又是反蒋的中心人物，也想利用我去替他起些缓冲作用。”后来，宁汉分裂，陈立夫派员将蒋介石发表的反共反汉演说印成小册子，自南昌送至汉口公布，册子上盖有秘书处印章，汉方认定是李仲公所为。此时，四川刘湘、贵州周西成通电反对武汉，汉方也认为乃受李仲公指使。3月15日夜，李仲公遭到独立师师长贺龙逮捕，押往唐生智的总指挥部，直到5月17日方经邓演达保释。
李仲公遭唐生智扣押期间，蒋介石秘密致信武汉国民政府主席谭延闿，请求释放李仲公，陈公博也就李仲公被扣押向唐生智、邓演达抗议。获释时，李仲公当面问邓演达被扣押原因，邓演达称“系由贺龙师长向唐（生智）报告，说你在刘湘的驻汉办事处召集川黔在汉将领和各军师代表策动西南对武汉出兵，中央据唐的报告并结合公布小册子的事而召集特别会议作此决议，交唐执行。现在证明实出误会，我更为你的思想作保证，大家都很抱歉，希望你留汉相助，不要消极。”李仲公后来则认为：“一、在汉的国民党中央集团，除邓演达外，虽是反蒋的，但本质却是反共的；二、汪精卫与陈独秀的合作，陈实际已不能领导中共，就不可能继续真正的国共合作；三、蒋已打下宁、沪，拥有东南四省苏、浙、闺、赣，倒蒋必无成，且吴佩孚尚据武胜关，孙传芳尚据浦口，张作霖尚据东三省，倒蒋徒使北洋军阀与日本帝国主义有利。”获释不过数日，李仲公便留书邓演达，不辞而别，从安庆搭乘驻安徽的黔军王天培部运输轮船，转赴南京。

### 南京国民政府
1927年10月，南京国民政府改组，李仲公任交通部政务次长兼汉冶萍公司整理委员会委员长、中国航空公司副理事长等职。蒋介石被白崇禧等人逼宫而下野、复职前后，李仲公在蒋介石同何应钦之间进行调解，化解了蒋介石对何应钦的猜疑。1927年12月，奉蒋介石召，李仲公自南京赴上海见蒋介石，于12月20日在上海替何应钦草拟并拍发了《拥蒋复职通电》。1928年2月10日，李仲公再度奉召到徐州见蒋介石，化解了蒋介石对何应钦的怨恨，从而进一步获得蒋介石、何应钦双方的信任。
在交通部次长任内，李仲公开辟了民用航线，建立了中国自己的邮政系统及国际电台，收回了外国垄断特权。在交通部汉冶萍公司整理委员会，李仲公和同乡、汉冶萍公司整理委员会专任委员谌湛溪与日本驻汉冶萍公司代表及外交特使多次谈判，强硬推进公司业务整理。
1928年7月至1929年1月，南京国民政府召开“国军编遣会议”，李仲公任编遣会议秘书处主任，参与完成《军事整理案》的条例、程序、办法的编写等任务。1929年3月，在中国国民党第二次全国代表大会上，李仲公获提名为中国国民党中央执行委员会委员候选人，但因“陈家党”以加入“CC”为条件，李仲公拒绝接受，故未能当选。1929年5月，身为贵州省主席兼第25军军长的周西成与李燊（原驻鄂西黔军、第43军军长）为争夺贵州大权而混战，周西成阵亡。李仲公接受“会同龙云办理贵州善后”的任务，赴贵州。11月2日，国民政府公布了贵州省政府改组名单，毛光翔任第25军军长兼贵州省政府主席，李仲公任贵州省政府委员兼民政厅厅长。贵州政局趋稳后，李仲公返南京复命。
1931年夏，国营招商局总办赵铁桥在上海遭大股东李国杰买凶暗杀。行政院派李仲公兼总办，到上海接手招商局整理工作。李仲公力主招商局收归国有，并开始登记盛宣怀、李鸿章家族的股票，准备没收用以建立中国航空公司。由于招商局内部复杂，蒋介石又接受张学良代盛蘋臣、李国杰等人的请托，命招商局停止登记，改为官商合办。李仲公未能达到目的，乃辞去总办一职，调任安徽省政府委员兼教育厅厅长。蒋介石曾经答应李仲公让其继任安徽省政府主席。

### 抗日斗争
1931年7月，李仲公见即将爆发日本侵华战争，而蒋介石则推行“攘外必先安内”，围剿中国工农红军。适逢李侠公从莫斯科回到中国，避居苏州的李仲公、李侠公拟定了对内联共、对外联苏的具体方案，由李仲公携往南京面呈蒋介石，并与蒋介石密谈三次，蒋介石最后称，“事情是应该这样做的（联共联苏），但这样做岂不是承认我以往的错误吗？”“而且包围我的人太多”，蒋介石身边的戴季陶、陈果夫、陈立夫等人当时均坚持反共。蒋介石邀李仲公随其赴庐山，出任鄂豫皖剿匪行营秘书长。李仲公不愿同往，乃返回苏州。
九一八事变后，李仲公在苏州译著有《日本帝国主义的满蒙观与我们的驳议》一书，由南京印刷公司出版。蒋介石见书后，认为李仲公的思想过左，公开反对剿共、主张抗日，李仲公受到蒋介石斥责及中统的严重警告。应国民政府立法院院长孙科之邀，李仲公任立法委员、全国禁烟总会常务委员。其间，曾一度担任国民政府军事委员会秘书处长。
1934年12月，借追剿中央红军的机会，蒋介石派薛岳率部入贵州，以推翻王家烈。李仲公在南京应蒋介石的召请，到庐山牯岭商议，蒋介石许李仲公以贵州省主席一职。李仲公到重庆后，蒋介石命重庆行营主任贺国光派小型侦察机送李仲公赴贵阳。王家烈辞去贵州省政府主席职务。1935年4月9日，李仲公以“贵州临时行政特派员”的名义接管贵州省政府。在准备改组贵州省政府之时，桂系派张定瑶、刘斐赴贵阳见蒋介石，拥护中央一致抗日，并称任命反对桂系的李仲公任贵州省主席不合适。蒋介石不得不改任其老友吴忠信任贵州省主席。蒋介石任命李仲公为贵州省财政厅长。李仲公出任贵州省政府委员兼财政厅厅长两个多月，因免贵州盐税，而吴忠信个人花费过大，常逼财政厅出钱，遂同吴忠信闹翻，被吴忠信、杨永泰以“思想太左，个性太强，难以共事”上告蒋介石，李仲公被蒋介石免去财政厅长职务。
抗日战争期间，李仲公任国民政府内政部禁烟委员会主任。李仲公全家先后迁武汉、重庆。陈独秀出狱后，逃难到重庆，曾寄居在李仲公的禁烟委员会主任公署。1940年6月3日，国民政府规定该日为“禁烟纪念日”，在重庆举行了全国禁烟会议，行政院副院长孔祥熙、内政部长周钟岳、禁烟委员会委员及各省市代表40多人与会。蒋介石为此次禁烟会议发出训词。会上，李仲公报告了6年来禁烟情况。会议通过了30多件提案及此后的禁烟计划。李仲公、程维嘉合著《烟禁问题》由正中书局出版。
在重庆，李仲公同陆军大学校长杨杰交厚，和郭沫若、王若飞常接触，还秘密参加了“三民主义同志联合会”的座谈。其活动遭军统、中统特务侦查得知，欲杀害杨杰、李仲公，但未获蒋介石准许。李仲公受到更严密监视。1942年，李仲公辞去禁烟委员会主任，且未接受黄河水利委员会委员长的任命。内政部特务制造了李仲公“贪污鸦片案”，企图“搞臭”李仲公。
1946年1月政治协商会议开幕之际，中国国民党内大多数民主派人士均认为蒋介石必会屈服于民意，通过政治手段解决国共矛盾，成立联合政府。李仲公则因对蒋介石了解极深，故认为“蒋对中共决无诚意，决不会放弃武力统一的政策，告戒大家看错了须防上当，要倒蒋只有靠中共武力革命。”李仲公多次在秘密举行的民主座谈会上表达该观点，但仅有邓初民表示赞同。1946年2月，陈铭枢借聚兴诚银行三楼欢迎李济深，邀冯玉祥等60多人参加，李仲公在会上演讲，表达其对蒋介石及时局的一贯认识。4月6日，应贵州同乡黄齐生邀请，李仲公与郭沫若、黄炎培、陶行知、沈钧儒等人参加了黄齐生、王若飞举办的招待宴会，谈民主斗争的形势。
1946年底，蒋介石单方面筹备召开制宪国民大会。贵州绅士平刚、卢焘、张彭年等一百多人联名致电中国国民党中央，推李仲公为制宪国民大会代表。蒋介石电令贵州省政府主席杨森“李仲公务必选出”。随国民政府机关复员南京后，李仲公仅任国民大会代表、立法院立法委员。在任期间，除出席大会外，未参加任何审查会。在立法院时，因美国驻华大使司徒雷登对中国学生反美扶日运动发表《告学生书》，李仲公对外交部长王世杰提出质问，并作反美演说。此外，因上海学生参加反饥饿、反迫害运动被捕杀，李仲公签署了一份保障人权的提案。蒋介石重点进攻延安时，李仲公质询财政部长俞鸿钧，反对内战。当时，南京《新民报》以及上海各报刊发了“李仲公公然反对内战”的报道，李仲公被国民党视作“延安第五纵队”人士。李仲公还和同乡邓汉祥策动行政院长何应钦领导黄埔系倒蒋，接受中共的和平谈判条件，但未果。

### 人民共和国初期
1949年北平和谈破裂，中国人民解放军发动渡江战役，李仲公未随中华民国政府南迁。同年7月，李仲公、卢郁文、李世军等45名立法委员发表《京沪立法委员起义宣言》，宣布脱离中华民国政府，拥护中国共产党。李仲公还由苏州致电周恩来。8月，李仲公自苏州赴北京，获周恩来接见。后来，周恩来通过李侠公指示李仲公：“请不要离京，待西南解放后派往工作。”11月，中国国民党革命委员会（简称“民革”）在北京召开全国代表大会，李仲公由三民主义同志联合会提名为代表，但李仲公未获正式通知，故未出席大会。1950年3月，民革中央经政务院参事、民革中央委员于振瀛函征李仲公主持上海党务，被李仲公谢绝。
1950年5月1日，政务院总理周恩来约见李仲公，谈到赴西南任职之事。周恩来称：“有人说重庆‘三·三一’惨案是你传达命令的。”李仲公当即回答：“1927年的‘三·三一’正是我在汉口被扣留的时候，不说我的思想和主张，做这种事是不可能的，而且在被剥夺自由的当中，事实上无代蒋传达命令的可能。刘湘已死，请向现已被捕的当日惨案之祸首王陵基、蓝文彬查询，果有其事，自应负责。”周恩来最后称：“如果相信，今日何至约你来谈？”周恩来曾对李仲公说：“你从前虽然不赞成蒋反共，后来也反蒋，但你可以做邓演达而不做，革命的立场终是动摇的。”李仲公向周恩来提出，“惟考虑去西南的问题，我已深感不适，要求留京，在你的直接领导下工作，以资学习。”其间，周恩来调查了李仲公的历史。1950年6月19日，中共中央西南局第三书记、西南军区司令员贺龙将《关于1927年2月间在武汉逮捕李仲公的情况》函交徐冰转周恩来。
1951年7月21日，经政务院总理周恩来提名，中央人民政府第42次会议通过，任命李仲公为政务院参事。同年11月，被周恩来指定为参事室西南区组召集人。其间，1952年派赴上海近郊参加土地改革。1954年12月，李仲公转任国务院参事。
在国务院参事室，李仲公曾任学习组长，兼任国务院法规编审委员会委员，到各地参加考察。

### 反右斗争
1957年5月27日至6月19日，国务院秘书长习仲勋邀请国务院参事及秘书厅非中共人士参加“整风鸣放座谈会”。国务院秘书长助理卢郁文在会上当众宣读了他批评一些人“对中共提意见有片面性，只许自己提意见，不许人家作说明”之后收到的一封匿名恐吓信。国务院参事李仲公在会上也自称因批评了对中共提意见的人而收到了一封对他进行威胁的匿名信。
1957年6月8日，《人民日报》发表《这是为什么》一文，毛泽东抓住此机会对“右派”进行反击，李仲公成了中共反右斗争的“马前卒”。此后，李仲公作为国务院参事室的代表人士，经常出席周恩来主持的国务会议。
1959年7月，李仲公任全国政协文史资料研究委员会委员，动员国务院参事们撰写文史资料。李仲公自己也写出了《我所知道的何应钦》、《护国之役时的汤化龙及其集团》等文章。1963年1月1日，李仲公与夫人吴澄华出席了总理周恩来在全国政协举办的七十岁以上老人“元旦宴会”，周恩来向李仲公夫妇敬酒，相谈甚欢。1965年10月24日，李仲公成为孙中山诞辰100周年纪念筹备委员会委员。

### 文革疑案
1966年文化大革命爆发，此后李仲公再度被卷入中共的政治斗争中，成为贺龙案的重要相关人。1967年1月20日，贺龙及夫人薛明被送往北京西山一个与外界隔绝之处，9月被正式立案审查。
1967年夏，中央决定成立“中央专案审查小组”，由周恩来主持，下设3个办公室，其中第二办公室（简称“二办”）负责中国人民解放军高级将领的专案，由代总参谋长杨成武任主任。二办下辖9个主要专案组，其中最大的两个是贺龙专案组、彭德怀专案组。贺龙专案组由空军政委余立金任组长，并设3个副组长。1968年2月5日，中共中央、国务院、中央军委、中央文革转发黑龙江省革命委员会《关于深挖叛徒工作情况的报告》的批示中称：“刘、邓、陶、及其同伙彭、贺、彭、罗、陆、杨、安、肖等叛徒和反革命修正主义分子，长期隐藏在党内，窃取了党政军领导机关的重要职位，结成了叛徒集团，推行招降纳叛的组织路线……”其中“贺”指贺龙。1968年3月中旬，杨成武、余立金、傅崇碧在“杨余傅事件”中倒台，3月22日三人被撤职，二办所属各主案、分案组全部暂停工作。海军政治部主任、军委办事组成员张秀川接任贺龙专案组组长。贺龙专案组自成立后，办案期间造成了众多被调查人员死伤。
1929年（或1930年）春夏间的某日，已任南京国民政府交通部次长的李仲公在交通部接待了一位自称持有贺龙信件的“密使”，李仲公看完信后，将信留下，来人要求回信但遭李仲公拒绝。其后，贺龙又两度派人送信且要求回复，李仲公均将信扣下，并拒绝回复，也没有转报蒋介石。
1968年2月29日起，中央专案组派人到李仲公家向李仲公了解贺龙的历史问题。专案组每次是两人同来，多为穿军装者。李仲公留下的国务院参事室《调查证明材料介绍信》，来人先后有由学柱、周栓增、李德儒、刘士兰、朱延忠等人。专案组人员开始对李仲公很客气，后来转而威逼李仲公交代贺龙历史上的“叛变”问题，并追逼贺龙的信。李仲公一直称“原件已被爱人吴澄华在苏州烧掉了”，故只能告诉大概内容。
其间，1968年3月26日到4月20日，国务院参事室多次召开座谈会，座谈揭发“党内最大的一小撮走资派”的历史问题。贺龙的历史问题被重点提出。根据国务院参事们的揭发，专案组找李仲公调查。
一日，李仲公之女李幼华发现专案组来人暗藏了擀面杖，专案组来人还称如不交出信件将抄家搜查。李仲公全家人非常紧张，于是在家中四处翻找信件，最终在李仲公的一堆旧文件书报中找到了署名“贺云卿”的两封信。李仲公夫妇经过几天思考，最终决定将两封信交由周恩来处理，并认为周恩来对李仲公和贺龙都很了解。为防后患，李仲公的夫人还叫女儿李绍华、女婿王树珍找来照相机翻拍信件，但因不懂照相技术，洗出的照片完全看不清。1968年3月29日，李仲公给周恩来写了一封信，由参事室送出，内容如下：
久未谒见，时在念中。兹有一事，我手中有贺龙在1929年由湘西派人到南京要求我代帮助向蒋投诚的两封亲笔信，是这个大叛徒叛党的铁证。如由信内送上。虑交不到落入别人之手。拟请于万机之时召见片时，当面奉呈，并补陈有关情况，亲聆教导。特此函达之予核裁。敬祝健康，并致革命的最后敬礼！1968年3月29日。
信送出几天后，周恩来总理办公室派来一人到李仲公家说：“感谢仲老对革命的支持，仲老的信总理已收到，总理让我们转告希望仲老注意保重身体！”贺龙的两封信原件，后交由参事室工作人员张云、秦萍与周恩来的联络员郑凯取得联系后送交周恩来。后来，这两封信被中央专案组认定为贺龙叛投中国国民党的重要物证。
李仲公上交两封信后留下的抄件如下：

（一）仲公吾兄次长勋鉴：

前此被严仁珊等之欺骗，既予兄之难堪，复陷龙于绝境，至终无以自解，至今每一思及恨痛交并，故去、今屡拟托熊贤卿、贺贵严诸兄代向中央解释，藉明心迹，终以山河阻隔，音问无由，恂恨事也。近阅报章，始知冯逆叛状益彰，全国声讨，弟亦为党员一分子能不愤慨？甚愿率所部万余健儿就近直捣逆巢，灭此朝食，以报党国而慰主座，伏乞我兄代呈主座为荷，馀不一一，诸希亮察，如能帮忙，即请设法示复，以便正式派人晋京面候教益矣。手此。敬叩勋安。弟贺云卿亲笔上，五、十六。
（二）仲公吾兄次长勋鉴：

前函计达，十六年秋间之事，完全为奸人利用结果。虽促成宁汉统一，而弟一人之牺牲，其痛苦不可言状。始知今日之政治须多受教训方能渐得其中之奥妙矣，弟本武夫且生性忠实，何能快慰，应付当今千变万化之时局耶？不能为天下人谅者理应然也。爱我如兄将何以教我？前言皆系至诚，务求敬代陈主席，请求一切为盼。临颖神驰，不禁依依，此叩大安。弟贺云卿亲笔上，五月二十六日。
1970年代，在为贺龙平反的过程中，周恩来派人辨别李仲公上交的两封信的真伪，鉴定结论称“所用纸墨是1940年以后生产的”，为李仲公伪造。但李仲公始终坚信两封信是真实的，不承认伪造。中共中央统战部多次将李仲公叫到统战部落实贺龙写给李仲公的信件问题。李仲公回到家后气愤地说：“童小鹏要我承认那两封信是假的。”李仲公当即否认，并坚持贺龙的“亲笔信”是真的，还对童小鹏说：“你说信是假的，难道是我李仲公造的不成？”童小鹏说：“不是说你造的，如果是有人假借贺龙的名义写的，你也不知道。”据称当时，调查人员建议对李仲公作出处理，周恩来称“把调查结果告诉他，就能把他吓死，算了，他已八十多了。”
文化大革命结束后，1978年5月12日，因病住进北京医学院第一附属医院。1978年5月26日，李仲公审查小组作出《关于李仲公问题的处理决定》，决定称：
1968年春李仲公交出两封伪造信陷害贺龙同志的问题，审查小组报经中央批准，认为是李仲公配合林彪、“四人帮”反党集团蓄意陷害贺龙的一起极其严重的反革命事件，李仲公罪行严重，又不老实交代。根据党的“坦白从宽，抗拒从严”的政策，本应从严惩处，逮捕法办。但考虑李已年近九十，生活不能自理的情况，不再捕办，决定撤销其国务院参事职务。每月发给生活费八十元，交国务院参事室监督。
李仲公的亲属因见李仲公病重，故未告知李仲公此处理决定。
有关李仲公与贺龙案，已成为历史谜案。根据李仲公的子女及亲属们称，贺龙调中央任职后，曾送一件裘皮大衣给李仲公，二人虽有些陈见，但仍时有往来。1927年李仲公在汉口被贺龙当作蒋介石的说客逮捕一事，早已在中华人民共和国成立初期便由李仲公、周恩来、贺龙三人当面说清。
1978年6月20日，因患肺炎而在北京医学院第一附属医院病逝。

## 著作
- 《日本帝国主义的满蒙观与我们的驳议》（译著）
- 《烟禁问题》
- 《更生庐杂咏》[1]

## 家庭
- 父：李农卿，字庆春，清朝末年以岁贡生纳捐教谕，曾做一任贵州省定番州学正堂，辛亥革命前后，曾任贵州省视学、台拱厅知事数年。李农卿有子女九人，李仲公为次子。
- 长兄：李其英，字伯仪，早逝。
- 三弟：李其萃，字淑翔
- 四弟：李其藩，字公衍
- 五弟：李侠公
- 长姊妹：嫁给余姓人家
  - 外甥：余志明，长姊妹之子，曾任贵阳电报局长
- 次姊妹：早逝
- 三姊妹：早逝
- 四姊妹：嫁给龚藤甫
  - 外甥：龚志林，四姊妹之子，贵州书画家[1]